# Batalla de Tal Abyad (2016)
La Batalla de Tal Abyad fue una razzia llevada a cabo por el grupo terrorista Estado Islámico (o Daesh) a fines de febrero de 2016 en la ciudad siria de Tal Abyad, durante la Guerra Civil Siria. Un portavoz de las YPG la definió como el combate más feroz entre dicha organización y Daesh desde la Batalla de Kobane.

## Trasfondo
En junio de 2015, tras estar bajo el control del Estado Islámico por más de un año, la ciudad de Tal Abyad fue capturada por el extinto grupo militar Volcán del Éufrates en la ofensiva de Tal Abyad, conectando geográficamente los cantones kurdos de Jazira y Kobane. Dicho grupo finalmente acabó disuelto y se crearon las Fuerzas Democráticas Sirias.

## Desarrollo
Según el OSDH, un mes antes de la incursión, decenas de terroristas de Daesh ingresaron a la ciudad haciéndose pasar por civiles y miembros de las FDS. Muchos eran parte de los llamados cachorros del califato del Estado Islámico: unidades de niños soldados.
A las 23:00 (hora local) del 27 de febrero de 2016, más de cien terroristas atacaron Tal Abyad tan solo horas después de que un alto al fuego general entrara en vigor a lo largo de Siria. Según Redur Xelil, un portavoz militar kurdo, la razzia no tenía como objetivo recapturar la ciudad, sino causar el mayor daño posible, tal como se había durante la Masacre de Kobane, acaecida en junio del año anterior.
El enfrentamiento comenzó cuando los terroristas asaltaron los barrios de Hamam Turkman y Ayn al-Arous, y masacraron a 23 civiles. Un portavoz de las YPG afirmó que algunos de ellos habían cruzado la frontera con Turquía. Turquía no tardó en negar la acusación. El teniente general Sergei Kuralenko, jefe del centro de reconciliación ruso, con sede en Latakia, aseguró que en el asalto participaron más de cien terroristas fuertemente armados y que fueron respaldados por fuego de artillería desde Turquía. Otras fuentes kurdas señalaron que Turquía les había suministrado armas occidentales e información.
La ofensiva de dos frentes fue lanzada desde el este. Los terroristas utilizaron coches bomba para atacar puntos de control, mientras se disparaban morteros desde Raqqa. Además de Tal Abyad, también fueron atacadas las localidades de Sharghrat, Kantari, Nastleh, Ghuwera y Qantrah. A medida que los terroristas se expandían por la ciudad, también rodearon un cuartel de las YPG cerca de la frontera con Turquía, en donde capturaron Khaled Daham al-Bashir, quien había combatido junto al Ejército Libre Sirio en la gobernación de Deir Ezzor y era primo de Ragib al-Bashir, jefe de la tribu al-Baqarah en dicha gobernación. Tras se captura, él y otros tres miembros de las FDS fueron ejecutados. Las imágenes de su decapitación fueron publicadas su cuenta personal de Facebook.
Según fuentes militares turcas, Daesh llegó a apoderarse del 70% de Tal Abyad, así como el Hospital Nacional y los edificios administrativos de la urbe. Los funcionarios kurdos declararon que tuvieron éxito en repeler el ataque y mantener el control de la ciudad con el apoyo de diez ataques aéreos de la coalición liderada por EE. UU., y refuerzos de Jaysh al-Thuwar.
La ofensiva concluyó el 1 de marzo. De acuerdo con las YPG, los terroristas dejaron atrás 140 cadáveres. Esta cifra fue elevada posteriormente a más de 291. Las FDS reconocieron 43 bajas, la mayoría de entre las YPG, así como las muertes de 23 civiles. Por su parte, el OSDH afirmó que habían muerto 47 combatientes kurdos y 15 civiles.

## Consecuencias
Mehmet Yuksel, un representante del Partido Democrático del Pueblo kurdo ante EE. UU. argumentó que Ankara había contratado a los terroristas de entre refugiados sirios que residían en campos de refugiados en Turquía.
Como respuesta al ataque, las YPG lanzaron una nueva ofensiva contra Daesh, nombrada «Venganza de Êlîn y Cûdî» en honor a dos niños kurdos muertos en la razzia terrorista.